# طلسمية أبورينية
طلسمية أبورينية (الاسم العلمي: Catananche oporinoides) هو نوع من النباتات يتبع جنس الطلسمية من الفصيلة النجمية.